# Mario León Dorado
Mario León Dorado OMI (* 16. März 1974 in Madrid) ist ein spanischer Ordensgeistlicher und Apostolischer Präfekt von Westsahara.

## Leben
Mario León Dorado trat 1996 der Ordensgemeinschaft der Oblaten bei und empfing am 2. Juni 2001 das Sakrament der Priesterweihe. Er war zunächst in der Seelsorge in der Provinz Jaén in Spanien tätig. Anschließend unterstützte er seine Ordensgemeinschaft in der Sahara, erlernte die Sprachen Arabisch, Französisch und Englisch und war in der von Muslimen geprägten Gemeindearbeit tätig.
Am 24. Juni 2013 ernannte ihn Papst Franziskus zum Apostolischen Präfekten von Westsahara.